# Charles Saeyman
Charles Louis Saeyman (Gent, 21 maart 1807 - Vinderhoute, 8 juni 1864) was een Belgisch volksvertegenwoordiger en burgemeester.

## Levensloop
Saeyman was een zoon van de brouwer Tobie Saeyman en van Marie-Jossine Van Ackere. Hij bleef vrijgezel.
Gepromoveerd tot doctor in de rechten (1830) aan de Rijksuniversiteit Gent, vestigde hij zich als advocaat in Gent en bleef aan de balie tot zijn dood.
In 1857 werd hij liberaal volksvertegenwoordiger voor het arrondissement Gent en vervulde dit mandaat tot in 1861, toen hij niet herverkozen raakte.
Hij was burgemeester van Vinderhoute van 1852 tot aan zijn dood.